# يوليوس إتش هوبر
يوليوس إتش هوبر (بالإنجليزية: Julius H. Huber)‏ هو مهندس معماري أمريكي، ولد في 23 مارس 1852، وتوفي في 21 أكتوبر 1939.